# Новосельське (Шипуновський район)
Новосе́льське (рос. Новосельское) — село у складі Шипуновського району Алтайського краю, Росія. Входить до складу Тугозвоновської сільської ради.

## Населення
Населення — 204 особи (2010; 253 у 2002).
Національний склад (станом на 2002 рік):
- росіяни — 94 %